# Aleksandr Yuryev
Aleksandr Yuryevich Yuryev (tiếng Nga: Александр Юрьевич Юрьев; sinh ngày 31 tháng 10 năm 1996) là một tiền đạo bóng đá người Nga. Anh thi đấu cho FSK Dolgoprudny.

## Sự nghiệp câu lạc bộ
Anh có màn ra mắt tại Giải bóng đá chuyên nghiệp quốc gia Nga cho F.K. Spartak-2 Moskva vào ngày 2 tháng 5 năm 2014 trong trận đấu với FC Podolye Podolsky district.